# Киприанова чума
Киприанова чума — эпидемия, разразившаяся на территории Римской империи в 249—270 гг. Названа так в честь св. Киприана Карфагенского, который в сочинении «Книга о смертности» привёл наиболее полное описание симптомов данного заболевания. Согласно византийским историкам, в Риме и городах Греции эпидемия ежедневно уносила жизни около 5000 человек. Вспышка инфекции затронула также Александрию и Карфаген. Согласно различным современным историкам, возбудителем заболевания могла быть оспа или неизвестная разновидность геморрагической лихорадки.